# Biblisheim
Biblisheim (en alsacià Bíwelse) és un municipi francès, situat a la regió del Gran Est, al departament del Baix Rin. L'any 1999 tenia 372 habitants.
Forma part del cantó de Reichshoffen, del districte de Haguenau-Wissembourg i de la Comunitat de comunes Sauer-Pechelbronn.

## Demografia
| 1962 | 1968 | 1975 | 1982 | 1990 | 1999 |
| ---- | ---- | ---- | ---- | ---- | ---- |
| 230  | 242  | 252  | 244  | 339  | 372  |

## Administració
| Període    | Identitat                         | Partit |
| ---------- | --------------------------------- | ------ |
| 2001- 2008 | Mireille Cabirol de Saint Georges |        |